# Leptoperla kallistae
Leptoperla kallistae är en bäcksländeart som beskrevs av Hynes 1974. Leptoperla kallistae ingår i släktet Leptoperla och familjen Gripopterygidae. Inga underarter finns listade i Catalogue of Life.